# Winter Bells
「Winter Bells」（ウィンター・ベルズ）は、日本の歌手・倉木麻衣の楽曲。倉木の11枚目のCDシングルとして、2002年1月17日にGIZA Studioから発売された。シングル盤の規格品番はGZCA-2026。

## 概要
楽曲はYTV・NTV系アニメ『名探偵コナン』オープニングテーマおよび小学館少年サンデー全員応募サービスOVA『名探偵コナン 16人の容疑者』エンディングテーマ。「always」以来4度目の『名探偵コナン』タイアップとなるが、オープニングテーマとしての起用はこれが初めてである。倉木麻衣初のクリスマスソングだが、リリースされたのはクリスマスを過ぎてからである。
初回限定盤には『名探偵コナン』仕様の"Mai-K スペシャルコナンカード"が封入されていた。

## シングル収録曲
1. 「Winter Bells」 – (4:39)
  - 作詞：倉木麻衣、作曲・編曲：徳永暁人
  - クリスマスをテーマにしたミディアムポップ。倉木によると、「冬の定番ソングにしよう」として作った曲と言う[1]。
  - コーラスやサウンドから全体的にゴスペルの雰囲気を持っている。
2. 「thankful」 – (4:00)
  - 作詞：倉木麻衣・Keith Bazzle、作曲・編曲：笠原智緒・YOKO B. Stone
  - 本当は7枚目のシングル ｢冷たい海/Start in my life｣のA面に収録予定だった。
3. 「always 〜Gomi's Lair Club Mix〜 (Radio Edit)」 – (4:40)
  - リミックス：GOMI
4. 「Winter Bells (Instrumental)」(4:36)

## 参加ミュージシャン
- 倉木麻衣：Vocals & Background Vocals (全曲)

Additional Musician
- 徳永暁人：Background Vocals (#1)
- ふるかわ♥魔法：Background Vocals (#1)
- YOKO B. Stone：Background Vocals (#2)

## 収録アルバム
- FAIRY TALE
- THE BEST OF DETECTIVE CONAN 2 〜名探偵コナン テーマ曲集2〜
- Wish You The Best
- ALL MY BEST
- 倉木麻衣×名探偵コナン COLLABORATION BEST 21 -真実はいつも歌にある!-
- Mai Kuraki Single Collection 〜Chance for you〜